# Turn-Europameisterschaften 1985 (Frauen)
Die 15. Turn-Europameisterschaften der Frauen fanden 1985 in Helsinki statt. Erneut wurden die Europameisterschaften von den sowjetischen Athletinnen dominiert. Erstmals nahm eine griechische Mannschaft an Turn-Europameisterschaften der Frauen teil.

## Teilnehmer
| - Belgien - Bulgarien - Dänemark - Deutsche Demokratische Republik - BR Deutschland - Finnland - Frankreich - Griechenland | - Italien - Luxemburg - Niederlande - Norwegen - Österreich - Portugal - Rumänien | - Schweden - Schweiz - Spanien - Sowjetunion - Ungarn - Vereinigtes Königreich - Tschechoslowakei |

## Ergebnisse

### Mehrkampf
|      |                     |        |
| Rang | Athletin            | Punkte |
| 1    | Jelena Schuschunowa | 39.775 |
| 2    | Maxi Gnauck         | 39.600 |
| 3    | Oxana Omeljantschik | 39.525 |
| 4    | Hana Říčná          | 39.325 |
| 5    | Ecaterina Szabó     | 39.225 |
| 5    | Dagmar Kersten      | 39.225 |
| 7    | Diana Dudewa        | 39.125 |
| 8    | Daniela Silivaș     | 39.100 |

### Gerätefinals
| Rang | Athletin            | Punkte |
| ---- | ------------------- | ------ |
| 1    | Jelena Schuschunowa | 19.975 |
| 2    | Ecaterina Szabó     | 19.900 |
| 3    | Dagmar Kersten      | 19.875 |
| 4    | Maxi Gnauck         | 19.663 |
| 5    | Oxana Omeljantschik | 19.650 |
| 6    | Diana Dudewa        | 19.600 |
| 7    | Laura Cutina        | 19.513 |
| 8    | Alena Dřevjaná      | 19.138 |

| Rang | Athletin            | Punkte |
| ---- | ------------------- | ------ |
| 1    | Maxi Gnauck         | 19.925 |
| 1    | Jelena Schuschunowa | 19.925 |
| 3    | Oxana Omeljantschik | 19.825 |
| 4    | Hana Říčná          | 19.775 |
| 5    | Gabriele Fähnrich   | 19.750 |
| 6    | Diana Dudewa        | 19.675 |
| 7    | Daniela Silivaș     | 19.625 |
| 8    | Alena Dřevjaná      | 19.500 |

| Rang | Athletin            | Punkte |
| ---- | ------------------- | ------ |
| 1    | Oxana Omeljantschik | 19.800 |
| 2    | Hana Říčná          | 19.775 |
| 3    | Jelena Schuschunowa | 19.750 |
| 4    | Maxi Gnauck         | 19.675 |
| 5    | Daniela Silivaș     | 19.625 |
| 6    | Dagmar Kersten      | 19.525 |
| 6    | Ecaterina Szabó     | 19.525 |
| 8    | Diana Dudewa        | 19.475 |

| Rang | Athletin            | Punkte |
| ---- | ------------------- | ------ |
| 1    | Jelena Schuschunowa | 19.950 |
| 2    | Oxana Omeljantschik | 19.900 |
| 3    | Daniela Silivaș     | 19.750 |
| 4    | Hana Říčná          | 19.700 |
| 4    | Maxi Gnauck         | 19.700 |
| 6    | Ecaterina Szabó     | 19.675 |
| 7    | Bojanka Demirewa    | 19.650 |
| 8    | Beáta Storczer      | 18.975 |

## Medaillenspiegel
|      |                  |      |        |        |        |
| Rang | Land             | Gold | Silber | Bronze | Gesamt |
| 1    | Sowjetunion      | 5    | 1      | 3      | 9      |
| 2    | DDR              | 1    | 1      | 1      | 3      |
| 3    | Rumänien         | –    | 1      | 1      | 2      |
| 4    | Tschechoslowakei | –    | 1      | –      | 1      |